# Bulbophyllum levyae
Bulbophyllum levyae là một loài phong lan thuộc chi Bulbophyllum.